# Babin Do (Republika Serbska)
Babin Do (cyr. Бабин До) – wieś w Bośni i Hercegowinie, w Republice Serbskiej, w gminie Šipovo. W 2013 roku liczyła 122 mieszkańców.